# Sertularella quadrata
Sertularella quadrata är en nässeldjursart som beskrevs av Nutting 1895. Sertularella quadrata ingår i släktet Sertularella och familjen Sertulariidae. Inga underarter finns listade i Catalogue of Life.